# 井湾隧道
井湾隧道是珠机城际铁路的其中一条山岳隧道，位于中华人民共和国广东省珠海市香洲区，全长398米。

## 历史
- 2020年4月1日，井湾隧道全线贯通[1][2]。
- 2024年2月3日，井湾隧道随珠机城际铁路二期的开通而启用[3]。